# Regia Marina
La Regia Marina (la Marina Reial italiana) data des de la proclama del Regne d'Itàlia el 1861 després de la unificació del país. El 1946, amb el naixement de la República Italiana, la Regia Marina canvia el seu nom per l'actual Marina Militare.

## Història

Ensenya de la Regia Marina fins als primers anys del.

### Orígens
La Regia Marina va néixer el 17 de març de 1861, després de la proclamació de la formació del Regne d'Itàlia. Igual que el Regne es formà a partir de la unificació dels diversos estats de la península italiana, la Regia Marina es formà de les naus de tots aquests vaixells, corresponent l'aportació principal als regnes de Sardenya i Nàpols. La Regia Marina tenia un gran nombre de vaixell, tant de vela com de vapor, així com les llargues tradicions marineres dels seus constituents (especialment els ja citats Sardenya i Nàpols), però també tenia diverses dificultats majors.
Primerament, patia d'una manca d'uniformitat i cohesió: la Regia Marina era una barreja heterogènia d'equipament, hàbits i costums, arribant a les hostilitats entre els oficials de les diverses marines. Aquests problemes eren agreujats per la continuació de dues escoles d'oficials separades, una a Gènova i l'altra a Nàpols, i no va ser fins al 1881 en què s'obrí una Acadèmia Naval unificada a Livorno.
En segon lloc, la unificació tingué lloc en un període d'avenços ràpids tant en la tecnologia com en la tàctica naval, tipificats per la botadura de La Gloire a França el 1858 i, per l'aparició i la lluita entre l'USS Monitor i el CSS Virginia el 1862. Totes aquestes innovacions van fer ràpidament obsolets als vells vaixells de guerra. Itàlia no posseïa drassanes o infraestructura per construir els necessaris vaixells moderns, però llavors, el Ministre de la Marina, l'Almirall Carlo di Persano, llançà un ambiciós programa d'adquisició de vaixells de guerra estrangers.

### La Batalla de Lissa
El baptisme de foc per a la nova marina arribà el 20 de juliol de 1866 amb la Batalla de Lissa durant la Guerra de les Set Setmanes (també coneguda com a Tercera Guerra de la Independència Italiana). La batalla va ser contra l'Imperi Austríac, prop de l'illa de Vis, al mar Adriàtic. Va ser una de les escasses accions de flota del segle xix, i com a gran batalla naval que comportà l'ús de l'esperó, va tenir una gran repercussió en el disseny dels nous vaixells de guerra, així com en el desenvolupament de les tàctiques navals.
La flota italiana, comandada per l'Almirall Persano estava composta per 12 cuirassats i 17 vaixells de fusta, tot i que només tenia un únic vaixell amb disseny de torreta, el Affondatore. Tot i el gran desavantatge en nombre i equip, la major destresa austríaca sota l'almirall Wilhelm von Tegetthoff resultà en una derrota pels italians, que van perdre 2 cuirassats i 640 homes.

### Abans de la I Guerra Mundial
Després de la desfeta a Lissa, la Regia Marina va fer avanços significatius per recuperar-se:
- el 1881 i 1882 es comissionaren els cuirassats Duilio i Dandolo, llavors els cuirassats més poderosos del món
- 1896 - la corbeta Magenta dona la volta al món
- 1897 – Guglielmo Marconi experimenta les comunicacions per ràdio
- 1909 – S'usen els avions per primera vegada en conjunció amb la flota

Entre 1911-12, la Regia Marina va participar en la Guerra Italo-Turca, contra les forces de l'Imperi Otomà.

### Primera Guerra Mundial
Itàlia construí 6 cuirassats Dreadnought (el Dante Alighieri com a prototipus, el Giulio Cesare el Conte di Cavour i el Leonardo da Vinci de classe Cavour, i l'Andrea Doria i el Caio Duilio de classe Doria), però no participà en grans accions navals durant la Primera Guerra Mundial. Durant la major part de la guerra, tant la Regia Marina com la Kaiserliche und Königliche Kriegsmarine van tenir un paper relativament passiu. La flota italiana va perdre el cuirassat Benedetto Brin a Bríndisi el 27 de setembre de 1915 i el Leonardo da Vinci a Tàrent el 2 d'agost de 1916, per una explosió en un magatzem (si bé hi hagué rumors d'un sabotatge austríac).
La Regia Marina atacà: el MAS 21 i el Mas 15 van enfonsar el cuirassat austríac SMS Szent István a l'Adriàtic el 10 de juny de 1918; i l'1 de novembre, un dels primers tipus de torpedes humans entrà al port de Pula i enfonsà el vaixell insígnia austrohongarès, el Viribus Unitis. Finalment, el cuirassat Teggetthoff passa a mans italianes com a botí de guerra el 1919.

### Període d'entreguerres
Durant el període d'entreguerres, el govern italià decidí augmentar la Regia Marina amb vista a poder desafiar la Royal Navy i la seva Flota britànica de la Mediterrània. Per tal de minimitzar el contacte amb els més experimentats vaixells britànics, la Regia Marina basà la seva estratègia en vaixells ràpids i amb una artilleria de llarg abast. Per tant, desenvolupà canons nous amb calibres menors, però amb un abast major que els dels britànics; però per tal d'augmentar la velocitat, se sacrificaren els blindatges.

### Guerra Civil Espanyola
Lluny de dedicar-se només a donar suport a les tropes del Cos Italià de Voluntaris, aproximadament 58 submarins italians participaren en operacions de cacera contra les forces navals republicanes. Aquests submarins s'organitzaren com la Legió Submarina (Sottomarini Legionari), complementant als U-boats alemanys de l'Operació Úrsula.

### Segona Guerra Mundial

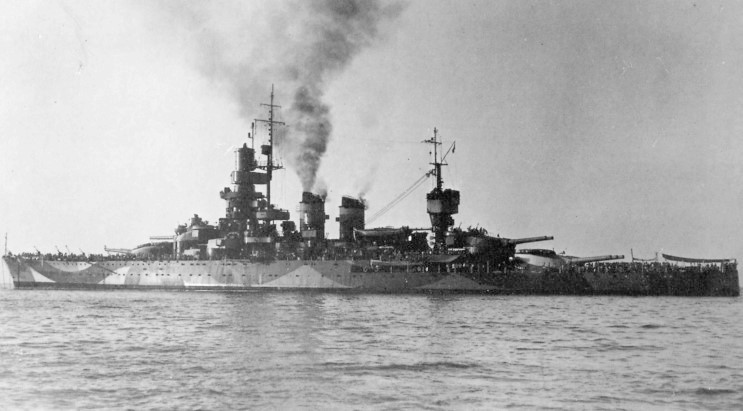
El Cuirassat Andrea Doria.

El dictador italià Benito Mussolini veia el control de la Mediterrània com un requisit indispensable per expandir el seu Nou Imperi Romà per Niça, Còrsega, Tunísia i els Balcans i, per tant, la construcció naval s'accelerà. De fet, anomenava a la Mediterrània com Mare Nostrum.
Els vaixells de la Regia Marina tenien una reputació generalitzada com que estaven ben dissenyats. Els petits atacs italians van crear grans expectacions, i van ser responsables de diverses accions valentes coronades amb l'èxit a la Mediterrània. Però diverses classes de creuers italians tenien un blindatge deficient, a més del fet que els mancava el radar. A més, mentre que els comandants aliats tenien llibertat de moviments al mar, les accions dels comandants italians estaven fermament i precisament dirigides pel Quarter General Naval Italià (Supermarina). Això comportà que a vegades en què els italians tenien un clar avantatge haguessin d'avortar l'acció (per exemple, durant l'Operació "Barrets"). L'Alt Comandament Naval Italià era conscient que mentre que els britànics podrien reemplaçar fàcilment els vaixells perduts a la Mediterrània, els recursos italians eren limitats.
A més, als italians els mancava una arma aèria naval. El portaavions Aquila mai no va ser completat, i la major part del suport aeri que tingueren els italians durant la batalla de la Mediterrània provenia dels avions de la Regia Aeronautica, amb seu a terra.

#### Mediterrània
Quan Itàlia entrà a la Segona Guerra Mundial el 10 de juny de 1940, la Regia Marina era la quarta major marina del món. Estava formada per una barreja de cuirassats modernitzats i de nous, i desafià als Aliats, principalment a la Royal Navy britànica, per la supremacia de la Mediterrània. Allà, els objectius eren:
- protegir les rutes navals entre Itàlia i Líbia, assegurar un moviment sense interrupcions dels combois entre Itàlia i els ports de Trípoli i Benghazi
- protegir les rutes navals entre Itàlia i Albània
- protegir el litoral costaner
- actuar contra els combois enemics.

El suport aeri era proporcionat per l'Força Aèria Auxiliar de la Marina (Aviazione Ausiliara per la Marina), el servei aeri naval durant el temps de guerra. L'Aviació Auxiliar estava a càrrec de tots els avions amb seu a terra i els hidroavions i hidroplans de la Marina.
Els vaixells de guerra italians tenien una reputació d'estar ben dissenyats i amb un bon aspecte. Però algunes classes de creuers tenien un blindatge deficient. Tota la flota estava mancada de radar, si bé aquesta mancança estava parcialment resolta pel fet que estaven equipats amb uns bons telèmetres i pels sistemes de control de foc.
El novembre de 1940, els britànics van atacar la base naval italiana de Tàrent. La batalla de Tàrent demostrà com es podia llençar un atac d'èxit amb avions torpediners, enlairats des d'un portaavions contra cuirassats a port (aquest atac serviria d'inspiració a l'atac a Pearl Harbor que un any després llançaria la Marina Imperial Japonesa contra la Marina dels Estats Units.
Els aliats van aconseguir avantatge després de diverses accions. Els britànics van infligir una gran derrota als italians al cap Matapan, quan la Royal Navy britànica i la Reial Marina Australiana interceptaren i destruïren 3 creuers pesats (el Fiume, el Zara i el Pola; tots tres de la mateixa classe), dos destructors classe Poeti (Vittorio Alfieri i Giosue Carducci) i van danyar el cuirassat Vittorio Veneto en una emboscada nocturna, amb la pèrdua de 2.300 mariners italians. Els aliats tenien les interceptacions d'Ultra, que els informava dels moviments italians, així com el radar, que els permetia localitzat els vaixells i apuntar els seus canons de lluny i durant la nit. Les millors habilitats de l'Arma Aèria de la Flota de la Royal Navy, així com la seva col·laboració amb les unitats de superfície van ser altres causes principals del desastre italià.
El principal èxit portat a terme per la Marina Italiana va ser quan diversos escafandristes van minar els cuirassats britànics al port d'Alexandria el 19 de desembre de 1941. L'HMS Queen Elizabeth i l'HMS Valiant van ser enfonsats, però van poder ser rescatats i van tornar al servei actiu menys de dos anys després.
La mateixa nit, la Força K, formada per 3 creuers i 4 destructors amb seu a Malta, que comptaven per destruir unes 60.000 tones de navegació de l'Eix el 1941, van ser sorpresos per un camp de mines italià a la sortida de Trípoli. Es van perdre un creuer (el HMS Neptune) i un destructor (el HMS Kandahar), tres naus més van quedar seriosament danyades, i més de 900 mariners van morir. La Força K va ser retirada del servei i les capacitats ofensives de Malta van quedar reduïdes a mínims.
Aquests desastres per les flotes aliades permeteren als italians tenir la supremacia naval a la Mediterrània central, mantenint inviolades les seves rutes navals durant mesos.
La flota italiana també va agafar avantatge de la situació i passà a l'ofensiva, bloquejant o delmant com a mínim 3 grans combois Aliats que es dirigien cap a Malta. Això portà a diversos combats navals, (com la Segona Batalla de Sirte o l'Operació Harpoon (a més de l'Operació Vigorós i, finalment, l'Operació Pedestal), totes elles favorables a l'Eix. Malgrat tota aquesta activitat, l'únic èxit real de la flota italiana va ser l'atac sobre el comboi Harpoon, que enfonsà diversos vaixells de guerra enemics i en danyà diversos més. Només dos transports dels 6 originals van arribar fins a Malta. Aquesta va ser l'única victòria a nivell d'esquadró sense discussió de la flota de superfície italiana durant la II Guerra Mundial.
No obstant això, no va passar de ser uns temps feliços breus per a l'Eix. El petroli i els subministraments que, malgrat les grans pèrdues, arribaven a Malta (Operació Pedestal) i el desembarcament aliat al nord d'Àfrica el novembre (Operació Torxa), van tombar la fortuna de nou en contra d'Itàlia. En només sis mesos, les forces de l'Eix havien estat expulsades del nord d'Àfrica.
La Regia Marina actuà bé i amb valentia en els seus deures amb els combois al nord d'Àfrica, però seguien tenint un desavantatge tècnic: tenien un avantatge en la velocitat, però el seu feble blindatge els feia molt vulnerables tant als torpedes com als projectils. A més, l'escassetat de combustible els obligava a mantenir-se a port, sobretot durant el darrer any de la seva aliança amb Alemanya.

#### Atlàntic
Des del 10 de juny de 1940, els submarins de la Regima Marina van participar en la Batalla de l'Atlàntic, al costat dels U-Boats de la Kriegsmarine alemanya. Els submarins italians tenien seu a Bordeus, a la França ocupada. Si bé estaven més preparats per la Mediterrània que no pas per a l'oceà Atlàntic, els 32 submarins italians que van operar a l'Atlàntic van enfonsar 109 vaixells aliats, amb un total de 593.864 tones.
La Regia Marina fins i tot planejà un atac al port de Nova York al desembre de 1942, però va ser retardat per diversos motius i mai no es va dur a terme.

#### Mar Roig
Des del 10 de juny de 1940, la Flotilla del Mar Roig italiana, amb seu a Massawa (Eritrea), era una amenaça potencial a la navegació aliada entre l'oceà Índic i la Mediterrània durant la Campanya d'Àfrica Oriental. L'amenaça s'incrementà després de la Conquesta italiana de la Somàlia britànica a l'agost de 1940, que permeté usar als italians el port de Berbera. L'amenaça s'esvaí quan l'Àfrica Oriental Italiana caigué el 1941.
La major part de la flotilla va ser destruïda durant els primers mesos de la guerra, quan el port de Massawa va caure a l'abril de 1941. Car i això, va haver-hi supervivents. Al febrer de 1941, abans de la caiguda de Massawa, el vaixell Eirtrea i el Ramb I i el Ramb II van aconseguir salpar i dirigir-se cap a Kobe, al Japó. Mentre que el Ramb I va ser enfonsat per creuer neozelandès HMNZS Leander a les Maldives, l'"Eritrea" i el "Ramb II" van arribar fins a Kobe. Mentre que el port de Massawa queia, 4 submarins van aconseguir escapar, passant pel Cap de Bona Esperança i arribant fins al port de Bordeus, a la França Ocupada. Un dels mercants aconseguí arribar fins a Madagascar.

#### Mar Negre
A petició alemanya, al maig de 1942, la Regia Marina destacà 4 llanxes anti-submarines de 24 tones (Motoscafo Anti Sommergibile), 6 submarins de classe CD, 5 llanxes torpedineres i 5 llanxes explosives (Motoscafo esplosivo) al mar Negre. Les naus van ser transportades fins a Viena, i llavors, a través del Danubi, cap a Constanca (Romania). La flotilla portà a terme una campanya activa i amb èxit, amb seu a Ialta i a Feodonia. Posteriorment passà a mans de la Kriegsmarine i finalment van ser capturades per les tropes soviètiques a agost de 1944.

#### Llac Ladoga
Durant la Guerra de Continuació (1941-1944), els italians van tenir quatre llanxes torpedineres al llac Ladoga. Les naus italianes, juntament amb les alemanyes, van operar contra els vaixells soviètics durant el Setge de Leningrad entre el 21 de juny i el 21 d'octubre de 1942. Finalment, els vaixells italians van ser lliurats als finesos.

#### Extrem Orient
La Regia Marina tenia una base a la concessió de Tiensin (Xina). Els primers vaixells amb seu allà van ser el minador "Lepanto" i la canonera "Carlotto". Durant la II Guerra Mundial, els creuers auxiliars, les naus de subministrament i els submarins van operar a les aigües orientals. A més, els italians aprofitaven les facilitats dels ports de Shanghai i Kobe.
Els creuers alemanys eren mercants equipats amb canons que, si bé aparentaven ser mercants, podien ser usats per a propòsits militars destruint els mercants enemics.
Els submarins Barbarigo, el Cappellini, el Giuliani i el Torelli van ser reconvertits en submarins de transport, per tal de poder canviar amb mercaderies rares o irremplaçables amb Japó. El nom del Cappellini va modificar-se a Aquilla III.

### L'armistici
El 1943, el dictador Benito Mussolini va ser deposat i el nou govern italià acordà un armistici amb els aliats. D'acord amb les clàusules d'aquest armistici, la Regia Marina havia de portar els seus efectius a ports sota control aliat. La majoria van salpar cap a Malta, però una flotilla de La Spezia que es dirigia cap a Sardenya va ser atacada per Dornier Do 217 alemanys, i el Cuirassat Roma va ser enfonsat per l'impacte de dues bombes Fritz X. Van haver-hi uns 1.400 morts, entre ells el Comandant en Cap de la Marina italiana, Ammiraglio Carlo Bergamini.
A mesura que les naus estaven disponibles pel nou govern italià, es formà la Marina Italiana Cobel·ligerant per tal de lluitar amb els aliats; tot i que algunes tripulacions van escollir combatre amb el nou règim feixista creat per Mussolini al nord del país, la República Social Italiana (Repubblica Sociale Italiana, RSI). A l'Extrem Orient, els japonesos van ocupar el territori de la concessió a Tiensin.
Malgrat tot, els cuirassats italians van ser poc usats, car hi havia dubtes sobre la lleialtat de les seves tripulacions, i els vaixells van ser internats a Egipte. Al juny de 1944, els cuirassats més febles (el Cuirassat Andrea Doria, el Caio Duilio i el Giulio Cesare) va tornar a Sicília per servir d'entrenament. La resta van seguir al Canal de Suez fins al 1947. el Giulio Cesare passà a mans de la Unió Soviètica després de la guerra.
Durant el període de co-bel·ligerància, els creuers lleugers italians van participar en l'Atlàntic en patrulles contra els exploradors alemanys. Les unitats menors (principalment submarins i torpedineres) van servir a la Mediterrània. Als darrers dies del conflicte s'arribà a debatre entre els caps aliats si els cuirassats i els creuers italians havien de participar en la Guerra del Pacífic.

#### L'Extrem Orient després de l'Armistici
Quan el nou govern italià acordà un armistici amb els aliats el 1943, encara hi havia unitats de la Regia Marina a l'Extrem Orient. Les reaccions de les seves tripulacions van variar enormement. En general, les unitats de superfície es van rendir a ports Aliats.
Hi havia 4 submarins italians en aquells moments: el Cagni, el Capellini, el Giuliani i el Torelli. La tripulació del Cagni es rendí a Durban (Sud-àfrica), mentre que les dels altres tres van ser temporalment internats pels japonesos. Els submarins van passar a mans de la Kriegsmarine i, amb una tripulació germano-italiana, van seguir el combat contra els aliats. Se'ls va modificar el nom U.IT.23, U.IT.24 i U.IT.25. El Giuliani va ser enfonsat pel submarí britànic Tallyho al febrer de 1944. al maig de 1945, els altres dos van passar a mans de la Marina Imperial Japonesa després de la rendició alemanya. Uns 20 mariners italians van continuar la lluita amb els japonesos. El Torelli va seguir actiu fins al 30 d'agost de 1945, quan el darrer submarí de la Itàlia feixista va ser abatut per un B-25 Mitchell de la Força Aèria de l'Exèrcit dels Estats Units.

### Després de la Segona Guerra Mundial
Després del final de les hostilitats, la Regia Marina, que a l'inici de la guerra era la 4 major marina del món, formada per un conjunt de cuirassats nous o modernitzats, inicià un llarg i complex procés de reconstrucció. La important contribució de combat de les forces navals italianes després de la signatura de l'Armistici amb els aliats, i els acords subseqüents de cooperació deixaren la Regia Marina en un pobre estat, en la qual gran part de la seva infraestructura estava malmesa, amb els ports minats o bloquejats per vaixells enfonsats. No obstant això, un gran nombre de naus van sobreviure a la guerra, encara que en un ínfim estat d'eficiència, a causa del conflicte i a l'edat dels vaixells. En total, quedaven:
- 2 portaavions
- 5 cuirassats
- 9 creuers
- 11 destructors
- 22 fragates
- 19 corbetes
- 44 patrulleres costaneres ràpides
- 50 minadors
- 16 vaixells d'operacions amfíbies
- 2 vaixells escola
- 1 vaixell de suport
- diversos submarins

La Regia Marina modificà el seu nom pel de Marina Militare Italiana després que la monarquia fos abolida pel referèndum popular del 2 de juny de 1946.

### El Tractat de Pau
El Tractat de Pau signat el 10 de febrer de 1947 a París va ser onerós per a la Regia Marina. A banda de les pèrdues materials i territorials, també se li imposaren les següents restriccions:
- de tenir, construir o experimentar armament atòmic o projectils autopropulsats
- de tenir cuirassats, portaavions, submarins i unitats d'assalt amfibi
- de tenir instal·lacions militars operatives a les illes de Pnatelleria, Pianosa i a l'arxipèlag de Pelagie,

A més, el tractat obligava a Itàlia a posar a disposició dels països guanyadors (Estats Units, la Unió Soviètica, el Regne Unit, França, Grècia, Iugoslàvia i Albània) com a compensacions de guerra:
- 3 Cuirassats: Giulio Cesare, Italia, Vittorio Veneto;
- 5 Creuers: Emanuele Filiberto Duca d'Aosta, Attilio Regolo, Scipione Africano, Eugenio di Savoia i Eritrea;
- 7 Destructors, 5 de classe "Soldati" i Augusto Riboty i Alfredo Oriani;
- 6 Minadors: com el Aliseo i el Fortunale;
- 8 Submarins: 3 de la classe "Acciaio";
- 1 vaixell escola: Cristoforo Colombo.

La capacitat màxima de desplaçament de la futura marina no hauria de ser superior a 67.500 tones (cuirassats exclosos), amb un personal limitat a 25.000 homes.

## Vaixells

### I Guerra Mundial

#### Cuirassats
- classe Duilio: Dandolo
- classe Re Umberto: Sardegna
- classe Saint Bon: Ammiraglio di Saint Bon, Emanuele Filiberto
- classe Regina Margherita: Regina Margherita, Benedetto Brin
- classe Regina Elena: Regina Elena, Vittorio Emanuele, Napoli, Roma
- classe Dante Alighieri: Dante Alighieri
- classe Cavour: Conte di Cavour, Giulio Cesare, Leonardo Da Vinci
- classe Andrea Doria: Andrea Doria, Caio Duilio

#### Creuers
- classe Garibaldi: Giuseppe Garibaldi, Varese, Francesco Ferruccio
- classe Vittor Pisani : Vittor Pisani, Carlo Alberto
- classe Pisa : Pisa, Amalfi
- classe Marco Polo : Marco Polo
- classe San Giorgio : San Giorgio, San Marco
- classe Piemonte : Piemonte
- classe Lombardia : Lombardia, Liguria, Elba, Puglia, Etruria
- classe Libia : Libia
- classe Calabria : Calabria
- classe Campania : Campania, Basilicata

#### Destructors
- classe Lampo: Ostro, Lampo, Euro, Strale, Dardo
- classe Nembo: Nembo, Turbine, Espero, Borea, Aquilone, Zeffiro
- classe Soldati Artigliere : Granatiere, Bersagliere, Garibaldino, Corazziere, Lanciere, Artigliere
- classe Soldati Alpino: Alpino, Fuciliere, Pontiere, Ascaro
- classe Indomito: Impetuoso, Impavido, Insidioso, Irrequieto
- classe Ardito: Ardito, Ardente
- classe Audace: Audace, Animoso
- classe Pilo: Francesco Nullo

### II Guerra Mundial

#### Portaavions
- Aquila (modificació del Roma, però mai no s'usà)
- Sparviero (modificació del Augustus, però mai no s'usà)

#### Cuirassats
- classe Cavour: Conte di Cavour, Giulio Cesare (cuirassats de la I Guerra Mundial modernitzats)
- classe Andrea Doria: Andrea Doria, Caio Duilio (cuirassats de la I Guerra Mundial modernitzats)
- classe Vittorio Veneto: Littorio/Italia, Vittorio Veneto, Roma, Impero (no completat)

#### Creuers Pesats
- classe Trento classe: Trento, Trieste, Bolzano
- classe Zara classe: Zara, Fiume, Pola, Gorizia
- classe San Giorgio classe: San Giorgio

#### Creuers Lleugers
- classe  Condottieri:
  - classe  Di Giussano : Alberto di Giussano, Alberico da Barbiano, Bartolomeo Colleoni, Giovanni dalle Bande Nere
  - classe Cadorna: Luigi Cadorna, Armando Diaz
  - classe Duca d'Aosta: Emanuele Filiberto Duca d'Aosta, Eugenio di Savoia
  - classe Duca degli Abruzzi: Luigi Savoia Duca degli Abruzzi, Giuseppe Garibaldi
  - classe Montecuccoli: Raimondo Montecuccoli, Muzio Attendolo
- classe Capitani Romani: Attilio Regolo, Giulio Germanico, Pompeo Magno, Scipione Africano, Ulpio Traiano
- classe Taranto: Taranto, Bari

#### Aviació & Creuers de Transport
- classe Bolzano: com a creuer pesat va ser molt danyat pels torpedes submarins, proposant-se reconstruir-lo com un híbrid de transport i portaavions.

#### Destructors
- destructor classe Leone: 3 vaixells de 2.283 tones, Leone, Pantera, Tigre
- destructor classe Navigatori: 12 vaixells de 2.010 tones, Alvise da Mosto, Antonio da Noli, Antonio Pigafetta, Antoniotto Usodimare, Emmanuele Pesagno, Giovanni da Verazzano, Lanceloto Malocello, Leone Pancaldo, Luca Tarigo, Nicoloso da Recco, Nicolo Zeno, Ugolino Vivaldi
- destructor classe Oriani: 4 vaixells de 1.950 tones Vittorio Alfieri, Giosué Carducci, Vincenzo Gioberti, Alfredo Oriani
- destructor classe Soldati classe: 12 vaixells de 1620 tones, Alpino, Artigliere, Ascari, Aviere, Bersagliere, Bombardiere, Camicia Nera, Carabiniere, Carrista, Corazziere, Corsaro, Fuciliere, Geniere, Granatiere, Lanciere, Legionario, Mitragliere, Velite
- destructor classe Maestrale classe: 4 vaixells de 1449 t, Grecale, Libeccio, Maestrale, Scirocco
- destructor classe Dardo classe: 4 vaixells de 1450 t, Dardo, Fraccia, Saetta, Strale
- destructor classe Mirabello: 2 vaixells de 1383 t, Carlo Mirabello, Augusto Riboti
- destructor classe Folgore classe: 4 vaixells de - 1220 t, Baleno, Folgore, Fulmine, Lampo
- destructor classe Borea (Turbine) classe: 8 vaixells de 1092 t, Aquilone, Borea, Espero, Euro, Nembo, Ostro, Turbine, Zeffiro
- destructor classe Sauro classe: 4 vaixells de 1058 t, Cesare Battisti, Daniele Manin, Francesco Nullo, Nasario Sauro
- destructor classe Sella classe: 2 vaixells de 935 t, Quintino Sella, Francesco Crispi

#### Torpedineres
- classe Spica: 30 vaixells
- classe R. Pilo: 7 vaixells
- classe Audace: 1 vaixell
- classe G. Sirtori: 4 vaixells
- classe G. La Masa: 7 vaixells
- classe Palestro: 4 vaixells
- classe Generali: 6 vaixells
- classe Curtatone: 4 vaixells
- classe Orsa: 4 vaixells
- classe Ciclone 16 vaixells
- classe Ariete 16 vaixells

#### Corvetes
- classe 'Gabbiano'

#### Submarins
- Classe Sèrie-600 Acciaio: 13 naus de 715t (Acciaio, Alabastro, Argento, Asterio, Avorio, Bronzo, Cobalto, Giada, Granito, Nichelio, Platino, Porfide i Volframio (ex"Stronzio"))
- Classe Sèrie-600 Adua: 17 naus de 698t (Alagi, Ascianghi, Axum, Dagabur, Dessiè i Sciré)
- Classe Sèrie-600 Argonauta: 7 naus de 665t (Argonauta, Salpa)
- Classe Sèrie-600 Perla: 10 naus de 700t (Iride, Ambra)
- Classe Sèrie-600 Sirena: 12 naus de 701t (Ametista, Anfitrite, Diamante, Galatea, Naiade, Nereide, Ondina, Rubino, Sirena, Smeraldo, Topazio, Zaffiro)
- Classe  Archimede: 2 naus de 985t (Gallileo Ferraris, Galileo Galilei)
- Classe Argo: 2 naus de 794t (Argo, Velella)
- Classe  Balilla : 4 naus de 1.450t (Balilla, Dominico Millelire, Antonio Sciesa, Enrico Toti)
- Classe  Bandiera : 4 naus de 941t (Fratelli Bandiera, Luciano Manara, Ciro Menotti, Santore Santarossa)
- Classe Bragadin: 2 naus de 981 t: Marcantonio Bragadin, Filippo Corridoni
- Classe Brin: 5 naus de 1.016 t, Brin, Galvani, Guglielmotti, Archimede, Torricelli
- Classe Cagni: 4 naus de 1708 t: Ammiraglio Cagni, Ammiraglio Saint-Bon, Ammiraglio Caracciolo, Ammiraglio Millo
- Classe Calvi: 5 naus de 1550t: Pietro Calvi, Giuseppe Finci, Enrico Tazzoli
- Classe Classe R: 2 naus de 2210 t
- Classe Fieramosca: 1 nau de 1556 t Ettore Fieramosca
- Classe Flutto – 1a sèrie: 8 naus de 958 t
- Classe Flutto – 2a sèrie: 8 naus de 958 t
- Classe Foca: 3 naus de 1333 t: Foca, Zoea, Atropo
- Classe Glauco: 2 naus de 1055 t: Glauco i Otaria
- Classe Liuzzi: 4 naus de 1187 t: Reginaldo Guilliani, Console Generale Liuzzi, Bagnolini, Tarantini
- Classe Mameli: 3 naus de 830 t: Goffredo Mameli, Pier Capponi, Giovanni da Procida, Tito Speri
- Classe Marcello: 11 naus de 1063 t: Mocenigo, Dandolo, Veniero, Provana, Marcello, Nani, Barbarigo, Emo, Morosini, Cappellini, Faà di Bruno
- Classe Marconi: 6 naus de 1195 t: Magiore Baracca, Michele Bianci, Alessandro Malaspina, Guglielmo Marconi, Leonardo da Vinci i Luigi Torelli
- Classe Micca: 1 nau de 1570 t Pietro Micca
- Classe Pisani: 4 naus de 880 t: Vettor Pisani
- Classe Settembrini: 2 naus de 953 t: Luigi Settembrini, Ruggiero Settimo
- Classe Squalo: 4 naus de 933 t

#### Creuers Auxiliars
- Classe Ramb: 4 naus (només 2 convertits a creuers auxiliars) de 3,667 t: Ramb I, Ramb II

## Rangs de la Reggia Marina

### Almiralls i Oficials
| Ensenya naval d'Itàlia                                                          |                     |                                          |                                          |                         |                         |                      |                      |                      |                      |                          |                          |                         |                         |
| Grande ammiraglio                                                               | Ammiraglio d'armata | Ammiraglio di squadra designato d'armata | Ammiraglio di squadra                    | Ammiraglio di divisione | Contrammiraglio         | Capitano di vascello | Capitano di fregata  | Capitano di corvetta | Tenente di vascello  | Sottotenente di vascello | Guardiamarina            | Aspirante guardiamarina |                         |
|                                                                                 | Grande ammiraglio   | Ammiraglio d'armata                      | Ammiraglio di squadra designato d'armata | Ammiraglio di squadra   | Ammiraglio di divisione | Contrammiraglio      | Capitano di vascello | Capitano di fregata  | Capitano di corvetta | Tenente di vascello      | Sottotenente di vascello | Guardiamarina           | Aspirante guardiamarina |
| ¹ De caràcter honorífic, només va ser atorgat a l'Almirall Paolo Thaon di Revel |                     |                                          |                                          |                         |                         |                      |                      |                      |                      |                          |                          |                         |                         |

### Sotsoficials i Marineria
| Ensenya naval d'Itàlia | Capo di prima classe | Capo di seconda classe | Capo di terza classe |  | Secondo capo | Sergente | Sottocapo | Comune di prima classe |        |  |
|                        | Capo di prima classe | Capo di seconda classe | Capo di terza classe |  | Secondo capo | Sergente | Sottocapo | Comune di prima classe | Comune |  |